# مراسم (ترانه)
مراسم نام ترانه‌ای از گروه جوی دیویژن می‌باشد که به عنوان اولین ترانهٔ نیو اردر در سال ۱۹۸۱ پس از مرگ ایان کرتیس منتشر شد. این ترانه توسط گروه جوی دیویژن و خود ایان کرتیس پیش از مرگ او نوشته شده بود.
نیو اردر این ترانه را به صورت رسمی دو بار منتشر کرد؛ یک‌بار در مارس ۱۹۸۱ و بار دیگر پس از ورود جیلین گیلبرت به گروه در سپتامبر ۱۹۸۱.

## تاریخچه

### جوی دیویژن
«مراسم» آخرین ترانه‌ای بود که توسط گروه جوی دیویژن منتشر شد و متن آن توسط ایان کرتیس نوشته شده‌است. از این ترانه در زمان جوی دیویژن ۳ نسخه مختلف وجود دارد که توسط ایان کرتیس خوانده شده‌اند. اولین نسخهٔ آن اجرای زنده‌ای از آخرین کنسرت آن‌ها در دانشگاه بیرمینگهام است که بعدها در آلبوم هنوز منتشر شد. دومین نسخهٔ آن در ۱۴ مه ۱۹۸۰ دقیقاً ۴ روز پیش از مرگ ایان کرتیس خوانده شد و پسان در آلبوم قلب و روح گنجانیده‌شد. سومین نسخهٔ آن در ۲ مه ۱۹۸۰ درست شده که فقط در بوتلگ قابل دسترسی است. تمام این نسخه‌ها توسط ایان کرتیس خوانده‌شده‌اند و متن آن‌ها قابل فهم نیست.

### نیو اردر
پس از مرگ ایان کرتیس، باقیماندگان گروه بنابه قولی که قبلاً همگی داده‌بودند (مبنی بر اینکه اگر یکی از آن‌ها گروه را رها کند، هیچ کس فعالیت گروه را تحت نام جوی دیویژن به پیش نخواهد برد) گروه نیو اردر را بنا نمودند. ترانهٔ «مراسم» توسط برنارد سامنر خوانده شد.

#### نسخهٔ مارس ۱۹۸۱
در مارس ۱۹۸۱ اولین نسخه «مراسم» توسط فکتوری رکوردز منتشر شد. مارتین هنت انتشار و پیتر سویل کارهای گرافیکی آن‌را به عهده گرفتند.

## کاورها
این ترانه توسط خواننده‌های زیادی کاور شده‌است.
- ردیوهد در ۹ نوامبر ۲۰۰۷
- گلکسی ۵۰۰ در ای‌پی ۱۹۸۹
- د اکواینگ گرین
- د مورنینگ بندرز
- کروماتیکس در دسامبر ۲۰۱۲

## رتبه در جدول
| چارت ۱۹۸۱                 | موقعیت |
| ------------------------- | ------ |
| انجمن صنعت ضبط نیوزیلند 1 | ۷      |
| جدول تک‌آهنگ‌های بریتانیا   | ۳۴     |
| تک‌آهنگ‌های ایندی بریتانیا  | ۱      |
| بیلبورد آمریکا            | ۶۱     |

Notes:
- 1 - Charted in 1983 and 1984.